# Frank Davis (Drehbuchautor)
Frank Davis (* 24. Oktober 1897 in Chicago, Illinois; † 19. Dezember 1984 in Los Angeles, Kalifornien) war ein US-amerikanischer Drehbuchautor und Filmproduzent.

## Leben
Davis trat zunächst ab 1927 als Drehbuchautor in Erscheinung. Mit Beginn der 1930er Jahre wandte er sich dann der Filmproduktion zu und bis zum Ende des Jahrzehnts entstanden rund zehn Filme. Ab 1940 war er wieder bis in die 1960er Jahre hinein als Drehbuchautor tätig. Hierbei bediente er vor allem das Genre Drama, aber auch Western und Komödien. Er lieferte mehrere Vorlagen für Filme von Michael Curtiz. 1936 heiratete er die Drehbuchautorin Tess Slesinger, mit dem er auch einige Drehbücher verfasste. 1937 kam ihr Sohn, 1938 ihre Tochter zur Welt. Ihr Sohn Peter Davis war als Regisseur und Drehbuchautor von Dokumentarfilmen erfolgreich. Slesinger verstarb 1945 in Folge einer Krebserkrankung. 
Im Jahr 1946 wurden er und  Tess Slesinger für das Drehbuch zum Film Ein Baum wächst in Brooklyn in der Kategorie Bestes adaptiertes Drehbuch für den Oscar nominiert.
1966 erhielt er seine zweite Oscar-Nominierung. Dieses Mal gemeinsam mit Franklin Coen für ihr Drehbuch zum Film Der Zug in der Kategorie Bestes Originaldrehbuch.

## Filmografie (Auswahl)
Drehbuchautor
- 1935: Das Rätsel von Zimmer 309 (One New York Night)
- 1940: Dance, Girl, Dance
- 1941: Echo der Jugend (Remember the Day)
- 1945: Ein Baum wächst in Brooklyn (A Tree Grows in Brooklyn)
- 1947: Die Frau am Strand (The Woman on the Beach)
- 1951: Frauenraub in Marokko (Ten Tall Men)
- 1952: Gegenspionage (Springfield Rifle)
- 1952: Jazz Singer (The Jazz Singer)
- 1954: Der Sheriff ohne Colt (The Boy from Oklahoma)
- 1955: Zwischen zwei Feuern (The Indian Fighter)
- 1959: Erinnerung einer Nacht (Night of the Quarter Moon)
- 1964: Der Zug (The Train)

Produzent
- 1939: Drunter und drüber (It’s a Wonderful World)